# Nagyszénás
Nagyszénás là một làng thuộc hạt Békés, Hungary. Làng này có diện tích 95,56 km², dân số năm 2010 là 5158 người, mật độ 54 người/km².